# Nika Kocharov & Young Georgian Lolitaz
Nika Kocharov et Young Georgian Lolitaz est un groupe géorgien d'indie et de rock alternatif.

## Composition du groupe
- Nika Kotcharov (guitare, chant)
- Gia Iashvili (basse, chant)
- Nick Davitashvili (guitare, clavier)
- Dima Oganesian (percussions)

## L'Eurovision
Le 15 décembre 2015, ils sont choisis pour représenter la Géorgie au Concours Eurovision de la chanson 2016 à Stockholm, en Suède.
Ils participent à la seconde demi-finale, le 12 mai où ils sont qualifiés pour la grande-finale du 14 mai, finalement, ils terminent le concours à la 20e position avec 104 points.